# Ignacy Łukasiewicz
Jan Józef Ignacy Łukasiewicz, född 8 mars 1822, död 7 januari 1882, var en polsk farmaceut och uppfinnare av den första metoden att destillera fotogen från sipprande olja. Han föddes i en familj med nobel bakgrund i Zaduszniki, Polen.
Łukasiewicz hade länge varit intresserad av oljans potential som ett billigt alternativ till den dyrare valoljan. 1853 blev Łukasiewicz den förste att destillera fotogen från sipprande olja, efter att kanadensaren Abraham Gesner hade raffinerat fotogen från kol 1846. Samma år öppnade han världens första oljegruva i Bóbrka, nära Krosno. Den 31 juli 1853 donerade Łukasiewicz en av sina fotogenlampor, konstruerade tidigare samma år, till det lokala sjukhusets akutavdelning.
I början av 1854 flyttade Łukasiewicz till Gorlice, där han fortsatte sitt arbete. Han startade många företag tillsammans med entreprenörer och jordägare. 1854 borrade han den första oljekällan i Polen.
Ignacy Łukasiewicz dog den 7 januari 1882 av lunginflammation.